# Trypeta reducta
Trypeta reducta är en tvåvingeart som beskrevs av Han och Allen L.Norrbom 2005. Trypeta reducta ingår i släktet Trypeta och familjen borrflugor. Inga underarter finns listade i Catalogue of Life.